# ヌーシャテル城
ヌーシャテル城（Château de Neuchâtel）は、スイス・ヌーシャテル州の州都であるヌーシャテルにある城。
ヌーシャテルにおけるランドマークの一つ。参事会教会と隣接しており、城の一部は州の庁舎として利用されている。旧市街地区、中央市場の西方に位置しており、城から街が一望できる。城へと向かう坂道の途中に牢獄塔が立っている。